# Lazzaro Tavarone
 (juillet 2025).

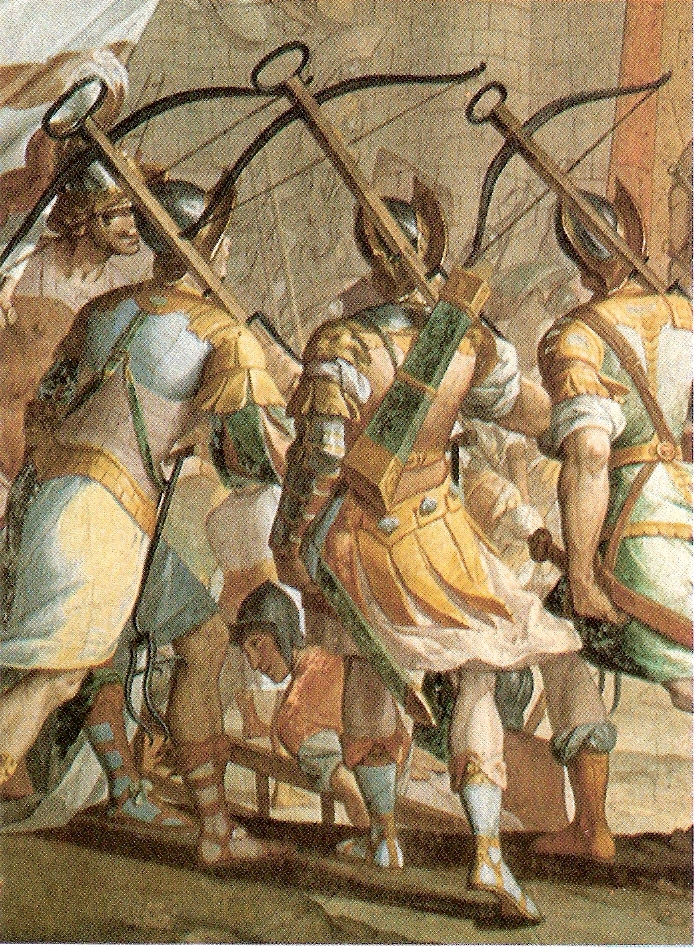
Fresque de Lazare Tavarone au Palazzo Cattaneo-Adorno de Gênes illustrant les arbalétriers génois pendant la prise de Jérusalem.

Lazzaro Tavarone, né à Gênes en 1556 et mort en 1641, est un peintre italien maniériste de la seconde moitié du XVIe et de la première du XVIIe siècle se rattachant à l'école génoise. Il est actif à Gênes et en Espagne, après avoir été l'élève de Luca Cambiaso.

## Biographie
Lazzaro Tavarone accompagne Cambiaso en Espagne et l'aide à la décoration de l'Escurial pour le roi d'Espagne, dont les tableaux de la Bataille de La Higueruela.
Il retourne en 1594 à Gênes, où il est reconnu comme peintre à sujet historique et de portraits.

## Œuvres
- Martyre de Saint-Laurent au Duomo di San Lorenzo, la cathédrale de Gênes,
- Fresques aux palais Saluzzi et Cattaneo Adorno,
- Fresques de la vie de saint Ambroise pour l'oratoire Sant’Ambrogio.
- Bataille navale, encre et lavis bruns, musée des Beaux-Arts et d’Archéologie, Besançon
- Fresque du Palazzo San Giorgio (palais Saint-Georges) de Gênes, représentant saint Georges sur la façade côté mer (1606-1608).
- Portraits :
  - Gentilhomme
  - Saint Jérôme

## Sources
- (en) Cet article est partiellement ou en totalité issu de l’article de Wikipédia en anglais intitulé « Lazzaro Tavarone » (voir la liste des auteurs).